# Mimito Biai
Atair Mimito Rocha Biai, noto semplicemente come Mimito Biai (Bissau, 12 dicembre 1997), è un calciatore guineense con cittadinanza portoghese, centrocampista del Lourosa.

## Carriera

### Club
Cresciuto nel settore giovanile del Vitória Guimarães, dal 2016 al 2019 totalizza 52 presenze e 3 reti con la squadra riserve in Segunda Liga. Il 9 luglio 2019 passa in prestito per una stagione ai greci del Panaitōlikos. Conclude la sua prima esperienza in un campionato di massima serie con 18 presenze tra stagione regolare e play-out, oltre a 5 presenze e una rete nella coppa nazionale.
Rientrato alla base, il 9 agosto 2020 viene acquistato a titolo definitivo dall'Académica. Dopo due stagioni trascorse nella seconda divisione portoghese, il 7 giugno 2022 si trasferisce ai bulgari del Černo More Varna.

### Nazionale
Ha rappresentato le nazionali giovanili portoghesi Under-19 ed Under-20. Successivamente decide di rappresentare il suo Paese d'origine, la Guinea-Bissau.

## Statistiche

### Presenze e reti nei club
Statistiche aggiornate al 30 agosto 2022.
| Stagione                   | Squadra                    | Campionato                 | Campionato | Campionato | Coppe nazionali | Coppe nazionali | Coppe nazionali | Coppe continentali | Coppe continentali | Coppe continentali | Altre coppe | Altre coppe | Altre coppe | Totale | Totale |
| Stagione                   | Squadra                    | Comp                       | Pres       | Reti       | Comp            | Pres            | Reti            | Comp               | Pres               | Reti               | Comp        | Pres        | Reti        | Pres   | Reti   |
| -------------------------- | -------------------------- | -------------------------- | ---------- | ---------- | --------------- | --------------- | --------------- | ------------------ | ------------------ | ------------------ | ----------- | ----------- | ----------- | ------ | ------ |
| 2016-2017                  | Vitória Guimarães B        | LdH                        | 7          | 0          |                 | -               | -               |                    | -                  | -                  |             | -           | -           | 7      | 0      |
| 2017-2018                  | Vitória Guimarães B        | LdH                        | 12         | 1          |                 | -               | -               |                    | -                  | -                  |             | -           | -           | 12     | 1      |
| 2018-2019                  | Vitória Guimarães B        | LdH                        | 33         | 2          |                 | -               | -               |                    | -                  | -                  |             | -           | -           | 33     | 2      |
| Totale Vitória Guimarães B | Totale Vitória Guimarães B | Totale Vitória Guimarães B | 52         | 3          |                 | -               | -               |                    | -                  | -                  |             | -           | -           | 52     | 3      |
| 2019-2020                  | Panaitōlikos               | SL                         | 15+3       | 0          | CG              | 5               | 1               |                    | -                  | -                  |             | -           | -           | 23     | 1      |
| 2020-2021                  | Académica                  | LdH                        | 19         | 0          | CP              | 3               | 0               |                    | -                  | -                  |             | -           | -           | 22     | 0      |
| 2021-2022                  | Académica                  | LdH                        | 27         | 0          | CP+CdL          | 2+1             | 0               |                    | -                  | -                  |             | -           | -           | 30     | 0      |
| Totale Académica           | Totale Académica           | Totale Académica           | 47         | 0          |                 | 6               | 0               |                    | -                  | -                  |             | -           | -           | 52     | 0      |
| 2022-2023                  | Černo More Varna           | 1L                         | 7          | 0          | CB              | 0               | 0               |                    | -                  | -                  |             | -           | -           | 7      | 0      |
| Totale carriera            | Totale carriera            | Totale carriera            | 294        | 12         |                 | 21              | 3               |                    | 3                  | 0                  |             | -           | -           | 318    | 15     |